# Ленкевич, Гавриил
Гавриил Ленкевич (15 марта 1722, Полоцк — 21 ноября 1798, Полоцк) — генеральный викарий Общества Иисуса (иезуитов) в России в 1785—1798 годах.

## Биография
Родился в Полоцке, входившем тогда в состав Великого княжества Литовского. Обучался в иезуитской коллегии в родном городе, затем вступил в Общество Иисуса. Изучал теологию в Варшаве (1754—1758), где в 1757 году был рукоположен в священники. В 1762—1765 годах учился в Риме на архитектора.
В 1765 году вернулся в Полоцк, где преподавал, а также работал архитектором. В частности, по его проекту было построено новое здание полоцкой иезуитской коллегии.
В 1772—1773 годах ситуация для иезуитов на территории современной Белоруссии резко изменилась. В 1772 году в результате первого раздела Речи Посполитой часть белорусских земель, включая Полоцк, оказалась включённой в состав Российской империи. Двести один иезуит в четырех колледжах и двух резиденциях польских и литовских областей внезапно для себя оказались под правлением императрицы Екатерины II. В 1773 году папа Климент XIV опубликовал послание Dominus ac Redemptor, которым распустил Общество Иисуса, однако на вновь отошедших к России землях Екатерина II, покровительствовавшая иезуитам, приказала считать папское посланием недействительным и отказалась позволить его публикацию.
Фактическое руководство иезуитами в Белоруссии принял на себя вице-провинциал Станислав Черневич. Ленкевич был его правой рукой и участвовал в переговорах с властями по поводу статуса иезуитов в Российской империи.
25 июля 1782 года Екатерина II подписала указ о разрешении Обществу выбрать генерального викария, фактически наделённого полномочиями Генерала Общества, «дабы Общество имело верховного главу, пока не будет восстановлен римский генерал».
17 октября 1782 года делегаты избрали генеральным викарием Станислава Черневича. Папа сначала не признал законности выборов, однако в 1783 году после настойчивых просьб российского двора признал статус Черневича, как генерального викария и дал устное одобрение существованию иезуитов в России.
18 июля 1785 года Черневич умер. Преемником Черневича на посту генерального викария стал Гавриил Ленкевич. На посту Генерального викария двумя главными направлениями его деятельности было развитие Полоцка и полоцкой коллегии, как крупного образовательного и научного центра, а также привлечение в орден его бывших членов, в том числе и из тех стран, где орден был распущен. Определённое количество бывших иезуитов из стран Западной и Центральной Европы переселились в эти годы в Российскую империю, где восстановили свой орденский статус.
В 1796 году умерла императрица Екатерина II, оказывавшая иезуитам всяческую поддержку. Это вызвало тревоги за дальнейшую судьбу иезуитов в России, однако новый император Павел I встретился с Ленкевичем во время своего визита в Оршу и заверил, что будет поддерживать иезуитов в России и проводить политику на их признание со стороны Рима.
21 ноября 1798 года Гавриил Ленкевич умер в Полоцке. Его преемником стал Франциск Каре.